# Maestro di Naumburg

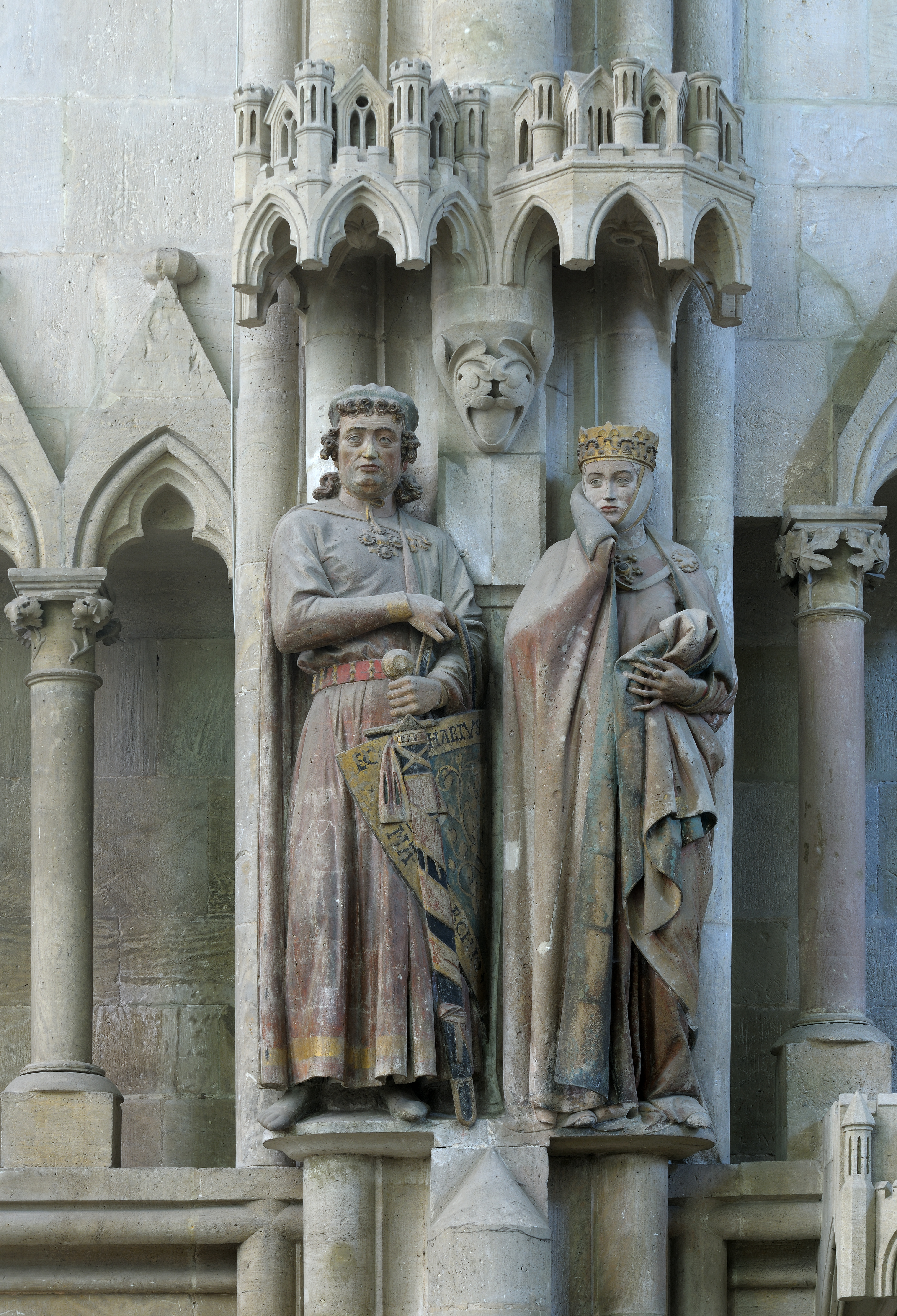
Statue dei donatori nel coro occidentale della cattedrale di Naumburg

Maestro di Naumburg (in tedesco Naumburger Meister) è il nome convenzionale con cui è noto un anonimo scultore e architetto gotico attivo nella metà del XIII secolo. Le sue opere più celebri, conservate nella cattedrale di Naumburg, costituiscono uno degli apici del realismo medievale e rappresentano un unicum per espressività e raffinatezza formale nella scultura gotica tedesca e nell'intero panorama dell'arte gotica europea.

## Biografia

### Formazione
Il Maestro di Naumburg fu attivo nella prima metà del XIII secolo e, come per altri artisti medievali, la sua identità anagrafica è sconosciuta. Sulla base delle sue opere e della loro progressione stilistica, la critica ha ricostruito un itinerario artistico che si sviluppa tra la Francia settentrionale e l'area centro-orientale della Germania.
Sulla base delle affinità stilistiche, si ritiene che egli si sia formato in Francia settentrionale, nei cantieri delle cattedrali di Noyon, Amiens e Reims, verso il 1225, entrando in contatto con le più alte espressioni del gotico maturo. In questo ambiente acquisì una solida padronanza del linguaggio gotico maturo, in particolare per quanto riguarda la resa naturalistica dei volti, la complessità del panneggio e la concezione architettonica integrata alla scultura.
È probabile che la sua formazione si sia svolta in contatto con le maestranze itineranti che operarono nei grandi cantieri cattedrali di Reims e Amiens, caratterizzati da una plastica vibrante, realistica e intensamente espressiva. Alcuni studiosi ipotizzano che il Maestro possa aver fatto parte della cosiddetta scuola di Reims, in virtù delle evidenti affinità stilistiche tra le statue dei donatori di Naumburg e quelle della facciata occidentale della cattedrale di Reims.

### Metz
Dopo la formazione nell'ambito dei grandi cantieri gotici della Francia settentrionale, il Maestro di Naumburg avrebbe operato a Metz, in Lorena, tra il 1225 e il 1230. Qui avrebbe partecipato ai lavori della cattedrale di Saint-Étienne, contribuendo alla decorazione del portale occidentale, che presenta affinità stilistiche evidenti con le sue opere successive.
Le figure scolpite a Metz rivelano lo stesso interesse per la volumetria plastica, l'individualizzazione dei volti e la resa fluida del panneggio che si ritrovano nelle statue dei donatori a Naumburg. Inoltre, alcune soluzioni architettoniche del cantiere lorenese anticipano strutture poi adottate nel coro occidentale della cattedrale turingia.
Sebbene non esistano documenti coevi che attestino con certezza la presenza dell'artista a Metz, il consenso critico ritiene questa tappa fondamentale per comprendere il processo di assimilazione delle forme gotiche francesi e il loro adattamento in contesto tedesco.

### Magonza

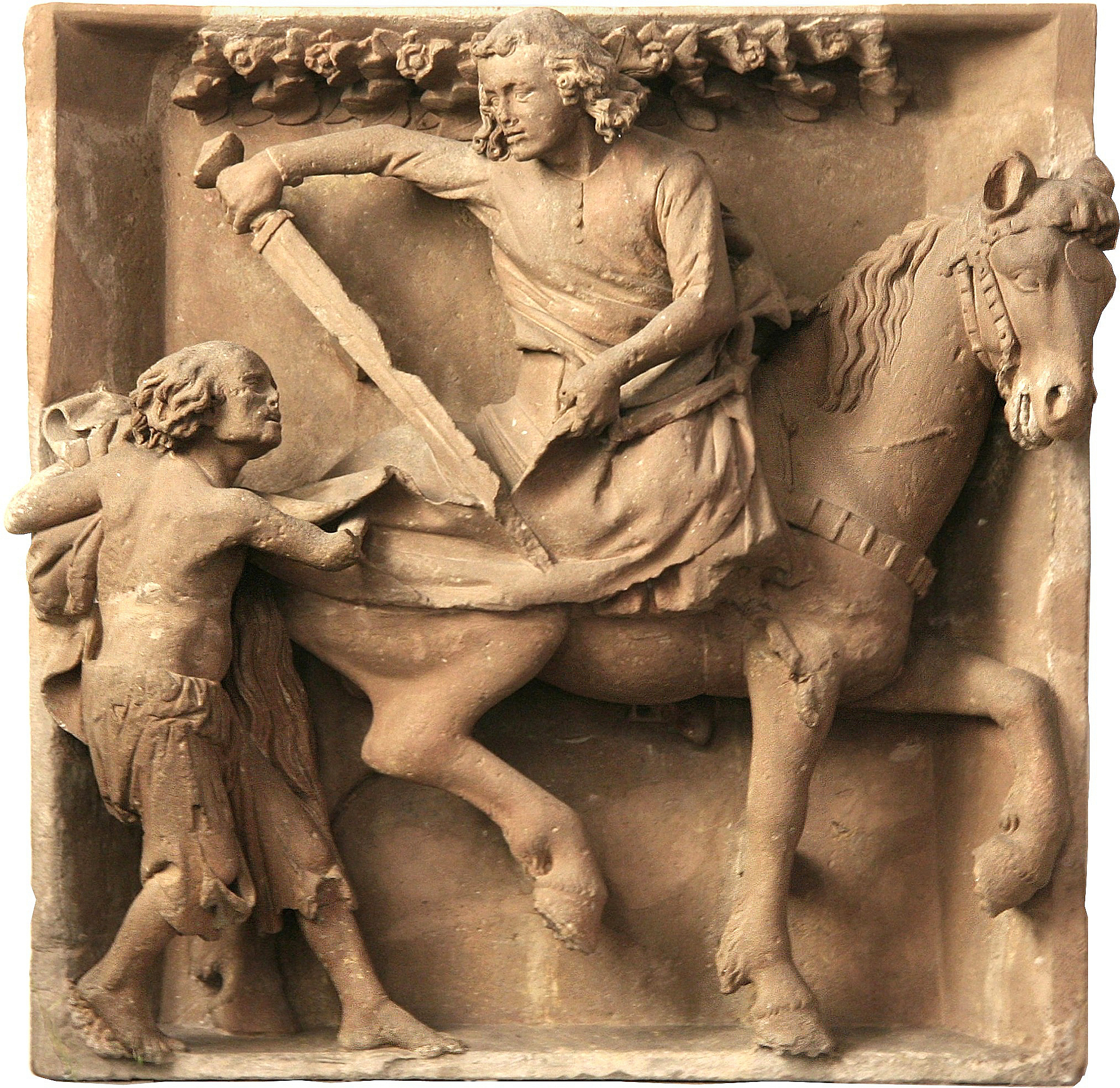
Il Cavaliere di Bassenheim (1230-1235), attribuito al Maestro di Naumburg

A parte la dubbia parentesi a Metz, tra le prime opere effettivamente attribuite al Maestro vi è il cosiddetto Cavaliere di Bassenheim, un rilievo in pietra arenaria raffigurante san Martino di Tours a cavallo nell'atto di dividere il mantello con un povero, noto come Cavaliere di Bassenheim. Il rilievo, databile intorno al 1230-1235, era in origine collocato nel jubé della Cattedrale di Magonza, di cui si conservano altri frammenti, e oggi si conserva nella chiesa parrocchiale di Bassenheim, nei pressi della città.
L'opera, scolpita con grande dinamismo e senso del movimento, rivela già tutte le caratteristiche stilistiche che diventeranno tipiche del Maestro: il naturalismo dei volti, l'uso espressivo dei panneggi, l'attenzione ai gesti e ai rapporti tra le figure. In essa si legge con chiarezza l'influenza della scultura francese di Reims e Amiens, filtrata però da una sensibilità più narrativa e concreta, probabilmente già rivolta verso la committenza tedesca. Questa fase coincide inoltre con un contesto di grande fermento nella regione renana, dove Magonza rappresentava un centro ecclesiastico e artistico di prim'ordine, in grado di attirare maestranze itineranti da tutta Europa.

### Naumburg

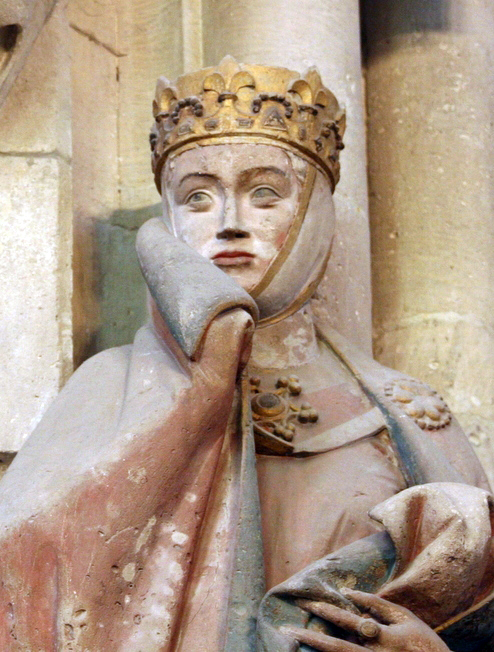
Uta di Ballenstedt (1245-1250), dettaglio

Intorno al 1245, il Maestro si stabilì a Naumburg in Turingia, dove assunse un ruolo di primo piano nel cantiere della cattedrale, in particolare nella progettazione e nella realizzazione del coro occidentale. Questo intervento si inseriva in una più ampia fase di rinnovamento architettonico promossa dal vescovo Dietrich II von Meißen, che mirava a modernizzare il complesso ecclesiastico secondo i modelli gotici francesi, allora considerati all'avanguardia.
Qui il Maestro lasciò la sua opera più nota, le statue dei donatori nel coro occidentale. Realizzò inoltre il jubé con le figure dei santi Apostoli, colonne scolpite, baldacchini, capitelli fogliati e un impianto architettonico complesso, dove scultura e spazio costruito risultano perfettamente integrati. Le analisi tecniche condotte durante i restauri e gli studi recenti dimostrano che la sua bottega operava secondo una rigida divisione del lavoro, con specializzazione delle maestranze e controllo centralizzato del progetto. Ciò fa ipotizzare che l'artista abbia svolto la duplice funzione di scultore e architetto, come era tipico per le maestranze itineranti del tempo. A Naumburg egli ebbe a disposizione un'équipe altamente qualificata, che contribuì alla realizzazione di uno dei complessi scultorei più coerenti e innovativi dell'intero XIII secolo.
Il trasferimento a Naumburg rappresenta il culmine della carriera del Maestro, che qui sviluppa pienamente la sintesi tra naturalismo francese, monumentalità germanica e introspezione psicologica. Il programma iconografico stesso, incentrato su personaggi laici e secolari, evidenzia una nuova sensibilità politica e sociale: è il potere territoriale dei nobili, non più solo la committenza ecclesiastica, a rivendicare un ruolo visibile nel culto e nella memoria. La scelta di raffigurare benefattori laici a grandezza naturale, dotati di individualità marcata, rappresenta un elemento di grande novità nell'arte gotica dell'area tedesca e riflette l'ascesa della nobiltà terriera come nuova classe dirigente.
L'attività a Naumburg ebbe anche una forte influenza sulla scultura coeva e successiva, in particolare nei territori dell'Elba e della Turingia, dove si diffusero botteghe ispirate al suo stile.

### Dopo Naumburg
Dopo il completamento del ciclo scultoreo per la cattedrale di Naumburg, attorno al 1250, non si hanno più notizie certe sull'attività del Maestro. Nessun documento ne attesta la presenza in altri cantieri, né esistono firme o iscrizioni che possano collegarlo con sicurezza ad altre opere.
La critica ha ipotizzato che l'artista possa aver continuato a operare in area sassone, forse con un ruolo più limitato o all'interno di una bottega diretta da allievi o collaboratori. In questo contesto si inseriscono le attribuzioni – in parte controverse – di alcune sculture nel Duomo di Meißen, nella cattedrale di Merseburg e nel duomo di Freiberg (vedi capitolo Opere).
L'ipotesi che il Maestro abbia lavorato a Meißen, attorno al 1260, si basa su somiglianze nella concezione spaziale e nell'impianto delle figure, anche se il livello qualitativo suggerisce piuttosto l'intervento di un artista formatosi nella sua cerchia. Simili valutazioni valgono per la tomba di Hermann von Hagen a Merseburg e per alcuni rilievi in ambito sassone.
La mancanza di documenti non consente di determinare con certezza se il Maestro di Naumburg sia morto poco dopo l'impresa di Naumburg oppure se abbia proseguito l'attività in forma più defilata. In ogni caso, il suo stile influenzò profondamente la scultura dell'area tedesca centro-orientale per almeno due generazioni.

## Opere
Lo stile del Maestro di Naumburg si distingue per un realismo spinto, sconosciuto alla maggior parte della produzione scultorea coeva. Le sue figure presentano tratti somatici accuratamente differenziati, panneggi vibranti e gesti naturali. L'uso della policromia, oggi solo in parte conservata, accentuava il senso di verità e immediatezza.
Tecnicamente, l'artista mostra una padronanza assoluta della lavorazione della pietra arenaria, trattata in modo da rendere visibili le superfici con intensità luministica e definizione plastica. La sua scultura rompe con l'idealizzazione del romanico e apre a un linguaggio più umano e diretto.

### Cattedrale di Naumburg
L'opera più celebre del Maestro è il ciclo di dodici statue di donatori realizzate per il coro occidentale della cattedrale di Naumburg. I lavori furono eseguiti tra il 1245 e il 1250. Le statue, scolpite in pietra arenaria locale, raffigurano a grandezza naturale i benefattori nobiliari della chiesa, tra i quali spiccano le figure del margravio Ekkehard II di Meißen e di sua moglie Uta di Ballenstedt, quest'ultima considerata uno dei più alti esiti della ritrattistica gotica.
Ogni statua è caratterizzata da una straordinaria individualizzazione fisiognomica, resa con intensità psicologica e raffinato naturalismo. Le espressioni del volto, la postura, la disposizione delle mani e le pieghe degli abiti contribuiscono a costruire un'identità viva e personale per ogni figura.
Il Maestro progettò anche l'apparato architettonico del jubé e dell'intero spazio presbiteriale, creando un complesso unitario di architettura e scultura.

### Altre opere
Accanto al corpus sicuro rappresentato dal ciclo scultoreo del coro occidentale della cattedrale di Naumburg, la critica ha proposto varie altre opere come possibili attribuzioni al Maestro di Naumburg o alla sua bottega. Tali ipotesi, pur suggestive, rimangono in molti casi oggetto di dibattito.
- Il rilievo del Cavaliere di Bassenheim, oggi conservato nella chiesa parrocchiale di Bassenheim ma originariamente collocato nel jubé della cattedrale di Magonza. L'attribuzione del Cavaliere al Maestro di Naumburg è sostenuta da gran parte della critica moderna, che vede in quest'opera un punto di snodo fondamentale tra la formazione francese e l'attività matura dell'artista nel cantiere di Naumburg[9].
- Le statue dei fondatori del Duomo di Meißen, realizzate intorno al 1260. Sono una delle attribuzioni più discusse: queste figure, sebbene vicine per iconografia e concezione spaziale a quelle di Naumburg, mostrano una differente qualità plastica, e molti studiosi preferiscono attribuirle a un seguace o all'ambiente della bottega originaria[18].
- La lastra tombale del cavaliere Hermann von Hagen nella cattedrale di Merseburg[17], anch'essa realizzata in pietra arenaria con motivi decorativi simili a quelli del jubé di Naumburg[19].
- Più controversa è l'attribuzione di alcune sculture nel duomo di Freiberg, come il ciclo di rilievi dell'ambone, talvolta considerati opera di allievi del Maestro o di artisti formatisi nel suo ambito. La mancanza di documenti coevi impedisce per il momento di stabilire con certezza i confini del suo catalogo.

Le attribuzioni controverse confermano in ogni caso l'importanza e la diffusione del linguaggio figurativo del Maestro, il cui stile ebbe vasta influenza nei territori dell'Elba e della Turingia nella seconda metà del Duecento.

## Contesto storico-artistico

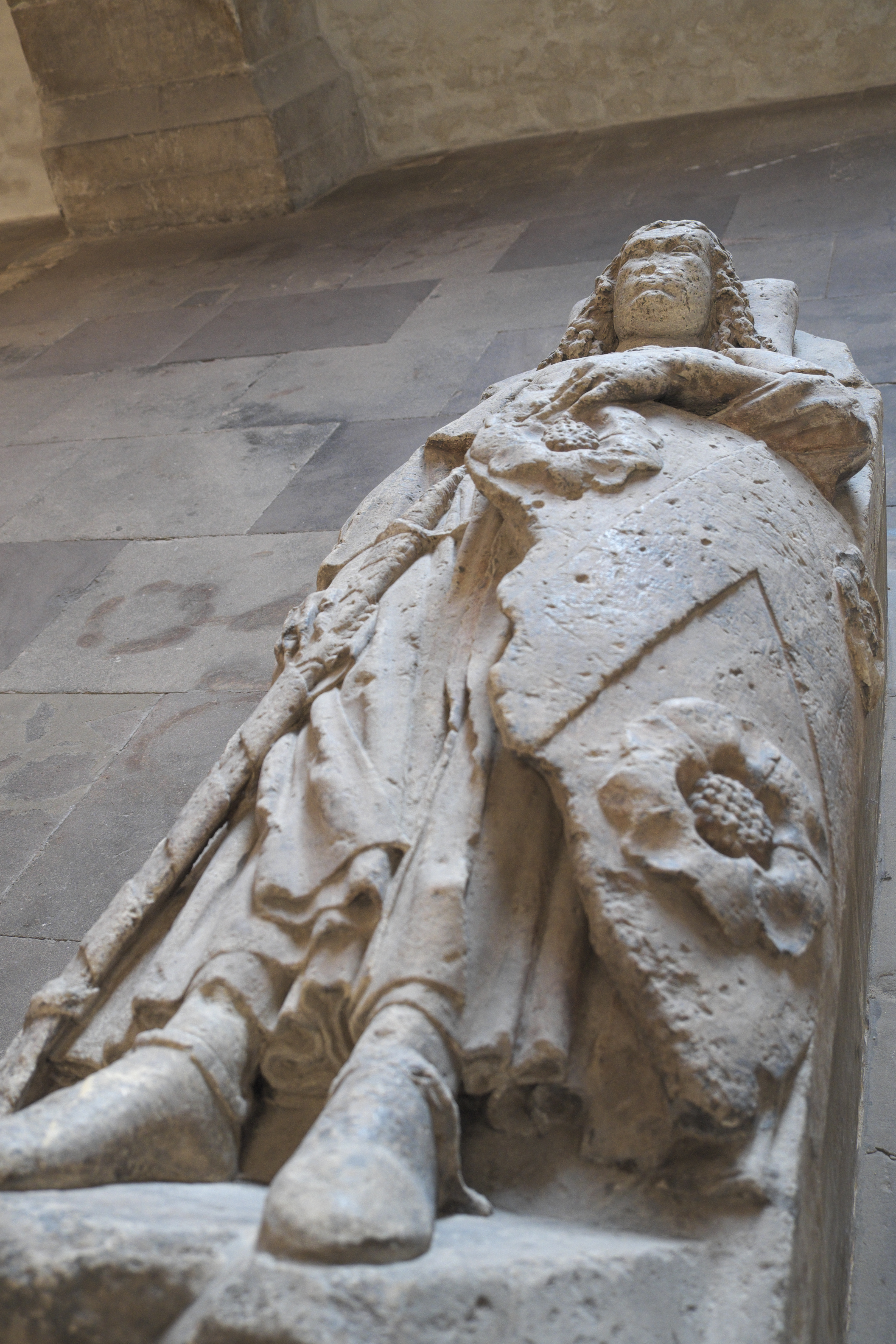
Lastra tombale di Hermann von Hagen nel duomo di Merseburg, di controversa attribuzione

L'attività del Maestro di Naumburg si colloca in una fase cruciale della transizione dallo stile romanico a quello gotico nell'area dell'Europa centrale. Nel secondo quarto del XIII secolo, il gotico maturo francese si era già consolidato attraverso i grandi cantieri di Reims, Amiens e Chartres, e cominciava a diffondersi nel territorio del Sacro Romano Impero. Gli scultori formatisi in Francia portarono con sé un nuovo linguaggio figurativo basato sul naturalismo, sull'individualizzazione dei volti e sull'integrazione della scultura con l'architettura.
Il Maestro di Naumburg rappresenta uno degli esempi più alti di questa fase di assimilazione e rielaborazione germanica del gotico francese. La sua attività testimonia l'esistenza di maestranze itineranti che lavoravano nei grandi cantieri ecclesiastici, esportando soluzioni formali e tecniche innovative, ma adattandole alle esigenze iconografiche e simboliche delle committenze locali.
Il cantiere della cattedrale di Naumburg, sotto la protezione dei vescovi di Zeitz-Naumburg, costituiva un centro prestigioso per l'elaborazione di un linguaggio artistico autonomo, capace di coniugare la tradizione romanica sassone con l'estetica gotica d'importazione. Il ciclo dei donatori realizzato dal Maestro in questo contesto assume così anche un valore emblematico della nuova aristocrazia tedesca del XIII secolo, che attraverso la committenza artistica cercava forme di autorappresentazione e legittimazione pubblica.

## Fortuna critica
A partire dal XIX secolo la figura del Maestro di Naumburg fu riscoperta e valorizzata dalla critica tedesca come antesignana di un'arte gotica nordica autonoma. Storici come Cornelius Gurlitt e Wilhelm Pinder lo ritennero un protagonista della "via tedesca" al gotico, capace di tradurre in forme locali le suggestioni della scuola francese.
Nel XX secolo, studi come quelli di Ernst Badstübner e Bernhard Schütz hanno sottolineato l'originalità assoluta dell'artista, la sua padronanza tecnica e la sua capacità di sintetizzare tendenze transregionali. La statua di Uta è divenuta nell'immaginario tedesco una vera icona medievale, soggetta a innumerevoli reinterpretazioni moderne.
Nel 2018, il complesso del coro occidentale della cattedrale di Naumburg è stato riconosciuto patrimonio mondiale dell'umanità dall'UNESCO.

### Un "protestante medievale"?
Nel corso del XIX e XX secolo, la figura del Maestro di Naumburg è stata talvolta letta in chiave ideologica, soprattutto nel contesto della cultura tedesca romantico-nazionalista. Alcuni storici dell'arte, tra cui Wilhelm Pinder e Walter Paatz, interpretarono la sua opera come espressione di un "realismo germanico" opposto al classicismo romano e affine ai valori della Riforma.
In questa visione, il naturalismo individualizzante delle statue di Naumburg, il realismo quotidiano dei gesti, l'umanità concreta dei benefattori laici e l'apparente marginalizzazione delle figure ecclesiastiche furono letti come segnali di una "rottura con l'iconografia curiale", in favore di una spiritualità interiorizzata e "popolare". Tali elementi sarebbero stati, secondo questa interpretazione, "anticipazioni estetiche e teologiche dello spirito protestante".
Questa prospettiva è oggi considerata superata dalla maggior parte degli studiosi, in quanto proietta sulla scultura del XIII secolo istanze ideologiche estranee al contesto. Tuttavia, essa ha avuto un peso significativo nella fortuna critica del Maestro, soprattutto nella Germania del XX secolo, dove divenne simbolo di una "via tedesca" all'arte medievale, autonoma rispetto al modello romano e cattolico.